# 浦和紅鑽
浦和紅鑽（日語：浦和レッドダイヤモンズ），是一家位於日本埼玉縣埼玉市浦和區的職業足球會，為日本職業足球聯賽的參賽隊伍之一。球隊擁有兩座主球場，包括創會球場──埼玉市駒場體育場及為了舉行2002年世界盃足球賽而興建的埼玉2002體育場；世界盃結束後由浦和紅鑽獲得經營權而成為他們的主場之一。
浦和紅鑽成立以來至1990年代一直只能夠在甲及乙組之間徘徊，從2000年起，球隊由一支被稱為弱旅的球隊逐漸向日本職業足球聯賽的頂峰邁進。至2007年為止，浦和紅鑽已經取得一次甲組聯賽冠軍、兩次天皇盃冠軍、一次聯賽盃冠軍、一次日本超級盃冠軍、三次亞洲聯賽冠軍盃冠軍和一次世界冠軍球會盃季軍。

## 球會歷史

### 三菱重工足球部（1950年－1992年）
就像其他日本職業足球聯賽的球隊一樣，紅鑽是由企業（三菱重工業有限公司）支持並為公司爭取盈利。起初，球隊於1950年在神戶創立，後來在1958年隨公司搬到東京，並在1964年正名為「三菱重工業有限公司足球部」。其後，球隊於1965年加入第一屆日本足球聯賽，另外還有七隊的球隊參加。1968年奧運會的日本國家足球隊中，就有四名三菱重工足球部的球員入選國家隊，包括門將横山謙三及中場森孝慈，球隊在賽事中更贏得了銅牌。球隊的高峰期於1969年開始，球隊奪得四屆的聯賽冠軍，以及六屆的盃賽冠軍。1978年球隊更成為日本首支三冠王(聯賽、天皇盃及聯賽盃)，可是球隊後來狀態下滑，更落得降級的下場。幸好，球隊於1989/90年賽季成績回勇，奪得了乙組聯賽的冠軍，得以升級。1990/91年賽季，球隊更正式離開母公司三菱重工業有限公司的懷抱，準備迎接全職業化的日本職業足球聯賽。

### 紅鑽誕生（1993年－1996年）
球隊於1993年正式進行改組，包括更改名字為三菱浦和足球隊和引入職業球員等。其中，球隊首席射手福田正博亦宣佈成為職業球員。可是，球久最初幾季的戰績差劣，球隊亦曾經於1994年賽季盤據榜末。其後，球隊引入多名具質素的外援，狀態開始提升，球隊的戰績亦越來越好。球隊首席射手福田正博更於1995年賽季攻入32球，不但協助球隊勇奪聯賽季軍，更成為了J聯賽的神射手及最佳11人。除此之外，福田正博亦獲得亞洲足協頒發的11月亞洲最佳球員的獎項。此時，由於J聯賽新例訂明贊助商不可以冠名贊助，所以三菱浦和亦正式改名為浦和紅鑽，直至現在。

### 降級與升級（1997年－2002年）
由1997年開始，紅鑽的頹勢漸漸顯露出來，球隊表現每況越下。雖然其間一度因為「金童」小野伸二的出現而曾短暫復甦，可是J聯賽於1999年創立乙級聯賽，令各球會都要以護級為目標，而紅鑽亦迎來球會最大的威脅。
當時，J聯賽共有16隊球隊，而紅鑽在首階段亦只能以第十三名完成而身陷降級旋渦。豈料，球隊於次階段竟然更差，戰至最後一場比賽，當時紅鑽必須在90分鐘內擊敗對手，才能護級成功。而J聯賽亦有特別規例訂明法定時間過後，球隊須要進行加時賽，直至互射點球以分出勝負。可是，球隊失敗了，以致福田在加時階段攻入了黃金入球也於事無補。最後，球隊只能以總成績第十五名，成為首兩支降級的球隊之一。

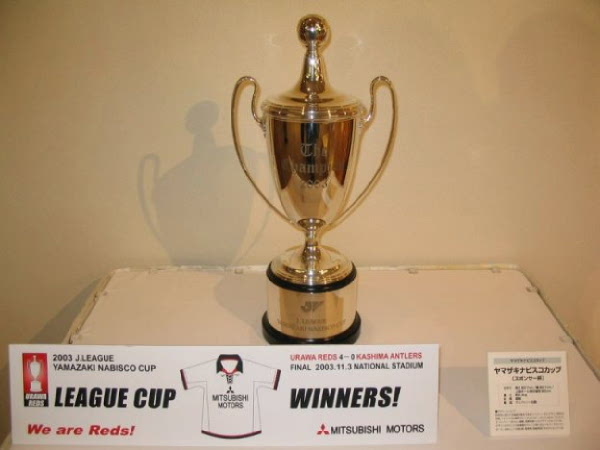
2003年日本聯賽盃冠軍獎盃

其後，紅鑽亦開始了重新檢討策略，找尋最快重回J聯賽的方法。而球會在接下來的賽季亦有非常好的成績，以第二名完成。闊別J聯賽一年後，迅速重回甲組。
自此之後，紅鑽實力一步一步提升，終於到2002年迎來紅鑽第一個的決賽，在日本聯賽盃中火併班霸鹿島鹿角。可惜紅鑽欠缺運氣，被對手以一球小勝，亦不能把握機會奪得球會史上首個錦標。

### 初次登頂（2003年－2005年）
紅鑽在2003年的賽季中驚喜不大，只能在中游中浮浮沉沉。相反，紅鑽在聯賽盃中表現出色，成功打進決賽，並再次與一代班霸鹿島鹿角爭奪冠軍。結果紅鑽復仇成功，並以4-0大破對手，一洗上年落敗的屈辱。這次也是球會自1989/90年賽季奪得乙組聯賽冠軍後，13年後再奪錦標。這次的冠軍，亦向全日本足球界表示70年代班霸已經回歸了。

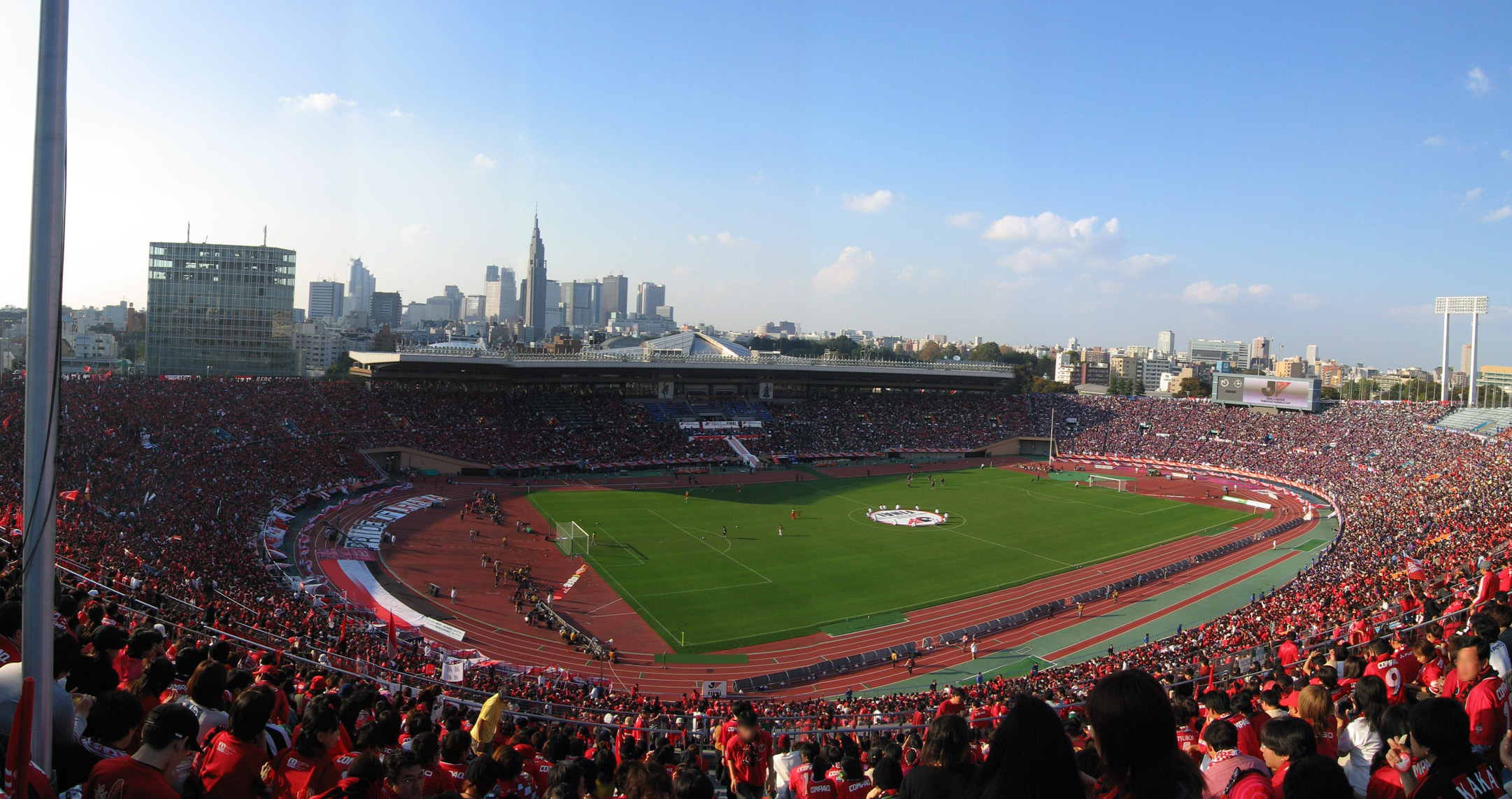
2004年日本聯賽盃決賽

2004年J聯賽賽季中，浦和紅鑽的表現反覆，在首階段中只能夠取得第三名。於是，球隊重新檢視自己，並作出改好的部署。在次階段中，紅鑽以9分大幅拋離第二名的千葉市原，奪得了第二階段的冠軍，並殺入2004年J聯賽的決賽，與首階段的冠軍橫濱水手決戰。在首回合作客的賽事中，被對方倒戈的球員河合龍二射入一球。然而，在次回合中，紅鑽由三都主追回一球，結果要以互射點球決勝。最後，紅鑽衝擊第一個聯賽冠軍失敗。另外，球隊亦在日本聯賽盃決賽互射點球敗於FC東京。飽嚐一年失落兩個冠軍，全部都是以互射點球的形式失落。
2005年，紅鑽經歷一個頗為失望的聯賽球季，球隊僅以1分之微落後大阪飛腳，再次取得聯賽的亞軍。幸而，球隊於天皇盃決賽中以2-1擊敗清水心跳。首次以浦和紅鑽的身份奪得天皇盃，也是繼1980年三菱重工奪得天皇盃後，相隔25年後再次奪得天皇盃。

### 雙冠王夢（2006年）
吸取上年的教訓後，紅鑽以更積極的態度備戰，除了簽入高質素前鋒華盛頓外，中堅田中鬥莉王的表現亦突飛猛進，球隊表現亦比以往穩定。先於季前的日本超級盃中以3-1擊敗大阪飛腳，為球隊打下一支強心針。2006年12月2日是2006年日本職業足球聯賽的最後一輪，埼玉2002體育場比以往出現更多的球迷，當天由次席的衛冕冠軍大阪飛腳挑戰榜首的紅鑽。當時，紅鑽領先飛腳2分，只要保持不敗，就能奪得球隊史上第一座日本職業足球聯賽冠軍。結果，球場內的62,241名觀眾入場見證華盛頓梅開二度並以3-2擊敗對手，成功首奪J聯賽冠軍。紅鑽亦包攬了該季多個獎項，包括最有價值球員、神射手、最佳領隊，亦有三名球員入選最佳11人。紅鑽亦在天皇盃決賽中，憑著永井雄一郎的入球，以1-0擊敗再次險勝大阪飛腳，成功衛冕天皇盃冠軍，並送給於賽後離隊的領隊巴治禾一份最美好的禮物。

### 又喜又悲（2007年－2008年）
2007年，對於紅鑽的球迷來說是又喜又悲的一年。這一年，浦和紅鑽以衛冕冠軍的身份角逐日本職業足球聯賽，並首次出席洲際比賽(亞冠盃)。浦和紅鑽於聯賽的很早階段已經大幅拋離其主要對手，如大阪飛腳、清水心跳和鹿島鹿角。而紅鑽在亞洲聯賽冠軍盃的表現亦不俗，球隊被編在E組，與中國的上海申花、澳洲的悉尼FC及印尼的佩西克同組。紅鑽成功力壓悉尼FC，以1分的優勢順利晉級。球隊經抽籤後遇到上屆的冠軍，來自韓國的全北現代汽車，球隊兩回合以4-1擊敗對手。八強再次面對同樣來自韓國的球隊城南一和天馬，兩回合都以2-2打平，比賽只能進入點球決戰的階段。紅鑽的首四輪球員全部射入，而城南一和天馬的球員崔成國在第二輪主罰點球時射向正中，卻被紅鑽門將都築龍太看破並救出。在第五輪，紅鑽球員平川忠亮射入後，紅鑽淘汰對手，昂然晉級。在決賽中，球隊憑著邦迪、永井雄一郎和阿部勇樹的入球，在兩回合的比賽中以總比數3-1擊敗來自伊朗的沙巴罕，成為首支來自日本的球隊奪得改制後的亞洲聯賽冠軍盃。這時，紅鑽在本土聯賽中領先對手7分，在只餘4輪的比賽下，大部分人都認為紅鑽會奪得2007年日本職業足球聯賽的冠軍。可是，球隊因為體力下降，先於天皇盃中被乙組的愛媛FC淘汰出局。再在聯賽中4輪賽事只得2分，更被鹿島鹿角迎頭趕上，只能取回一席亞軍。
在12月的世界冠軍球會盃中，紅鑽回復亞洲冠軍的本色，先以3-1擊敗亞洲聯賽冠軍盃決賽對手沙巴罕。再在實力懸殊的情況下以0-1僅負歐洲冠軍AC米蘭，贏得一致好評。最後，更在季軍戰中以2-2與非洲冠軍沙希爾星隊打平，更在點球決勝階段以4-2擊敗對手，成為首支亞洲球隊奪得頭三名。
2008年的紅鑽經歷一個頗為失望的球季，於季初的國內聯賽中接二連三地落敗解逼使主帥奧斯克丟掉了帥印，並起用了奧斯克的助手安高斯作為球隊教練。更換教練後的紅鑽一度重回正軌，先擊敗了衛冕冠軍鹿島鹿角，更曾經從名古屋鯨魚手上搶下聯賽龍椅。但戰情後來膠著，榜首位置不斷更換，除了紅鑽外，鹿島鹿角、名古屋鯨魚及大分三神都曾經佔據榜首。但紅鑽後來卻無以為繼，失去奪冠的希望，亦未能得到2009年亞洲冠軍聯賽的入場劵。
亞洲聯賽冠軍盃方面，紅鑽半準決賽對陣西亞球隊艾卡迪斯亞，首回合便吃下球會史上第一場亞冠敗仗。雖然在第二回合涉險過關，但始終未能再下一城，準決賽遭到同是日本球會的大阪飛腳淘汰，未能保著錦標。聯同首圈出局的日本聯賽盃以及第五圈出局的2008年日本天皇盃，紅鑽經歷自2003年奪得日本聯賽盃以來首次的四大皆空，管理層於是怒炒主帥安高斯，並認為他要為紅鑽戰績不佳負責。

### 三度飲恨（2014年－2016年）
2014年聯賽，球隊在大好形勢之下，被宿敵大阪飛腳從後追上而失落聯賽冠軍。在聯賽的最後一輪之前，球隊以外輸波而被飛腳追至同分（63分），但得失球落後，必須在最後一場比賽中得分較飛腳多才能奪冠，而第三名(61分)的鹿島鹿角亦虎視眈眈。結果在末輪，球隊主場面對名古屋鯨魚，在大部份時間領先1:0之下被對手連追兩球而以1:2落敗，即使對手飛腳和鹿角失分，特別是爭標主要對手飛腳面對包尾大幡德島漩渦只能以0:0摸和之下，仍未能第二度問鼎聯賽冠軍。
2015年聯賽，日職聯一度改制復用多年前曾使用過的聯賽雙階段制，紅鑽在首階段以壓倒性姿態奪冠，未知是否穩奪季後冠軍賽資格而放任，球隊在次階段表現惡劣，更意外失去兩階段總得分榜首之位而失落直接進入總決賽的機會。最終在總決賽初賽主場再次不敵大阪飛腳，連續兩屆飲恨。
2016年聯賽，球隊吸收去年慘痛經歷，取得兩回合總分榜首位置而直入總決賽，面對在初賽擊敗川崎前鋒的鹿島鹿角，在首回合作客以1:0擊敗對方，在大好形勢之下回師次回合埼玉2002，首先取得1:0領先，擁有絕對優勢後竟然連失兩球而以1:2落敗，因作客入球較少而連續三屆衝擊聯賽失敗。

### 重上巔峰（2017年－2018年）
2017年，球隊放棄爭奪聯賽，專心出戰亞冠盃，成功殺入決賽面對西亞球隊希拉爾。球隊首先作客沙特，以1:1逼和對手班師回朝。次回合賽事，由於對手10人應戰兼且急需爭奪作客入球之下令後防暴露空位，球隊在完場前成功憑拉菲爾·達施華把握對手後場無人看管冷靜單刀射入，以1:0擊敗對方而再次奪得亞冠盃，隊長阿部勇樹並獲得賽事的MVP。這使球隊在亞冠盃的奪標次數更勝於日職聯賽。此外，由於球隊聯賽只能位列第7，失落翌年亞冠盃資格，使球隊無緣衛冕。
2018年，球隊再次奪得天皇盃冠軍。

## 球會文化

### 紅鑽球迷

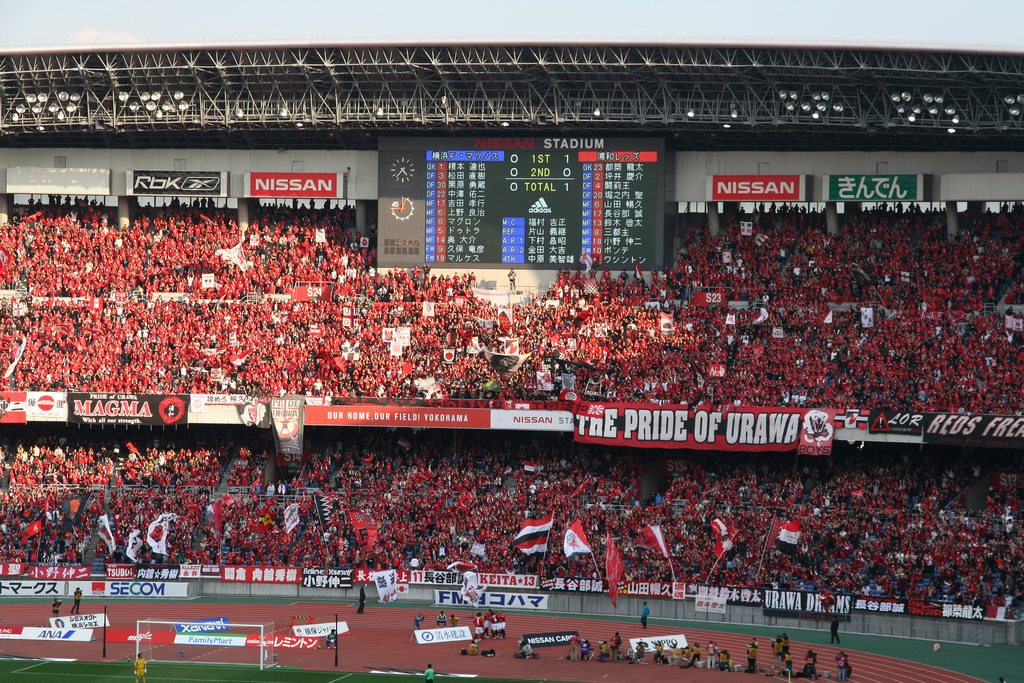
紅鑽球迷

浦和紅鑽的球迷在日本以及亞洲範圍裏有著非常高的知名度。他們的球迷向來以忠心見稱，無論球隊去哪裡作客，都一定有大批球迷跟隨。特別是紅鑽參加亞洲聯賽冠軍盃時，球會便安排了包機接載球迷前往。紅鑽及日本的球迷通常都有一樣非常特別的打氣工具──巨型旗帜。原來巨型旗帜是不能夠進場的，但是基於球迷自律，巨型旗帜才被批准使用。
浦和紅鑽最大規模的球迷騷亂發生於2008年5月17日，比賽是浦和紅鑽主場迎戰大阪飛腳。當時，裁判不斷作出偏袒客隊的判罰，令場內的球員及球迷非常不滿。在裁判鳴哨結束比賽後，球員不斷與裁判理論，紅鑽球迷亦不停把雜物拋進場內。飛腳的球迷準備離開時，約5,000名紅鑽球迷堵塞了出入口，並且拆除了安全防護及卸毀場內座椅，向客隊球迷投擲煙火彈和其他雜物。當局隨即派遣大量防暴警察藉以控制場面。三個半小時後，800名飛腳的球迷在警察的護送下離開埼玉2002體育場。事件令浦和紅鑽會方被罰款2,000萬日圓，而大阪飛腳會方亦被罰款1,000萬日圓。

### 主場球場

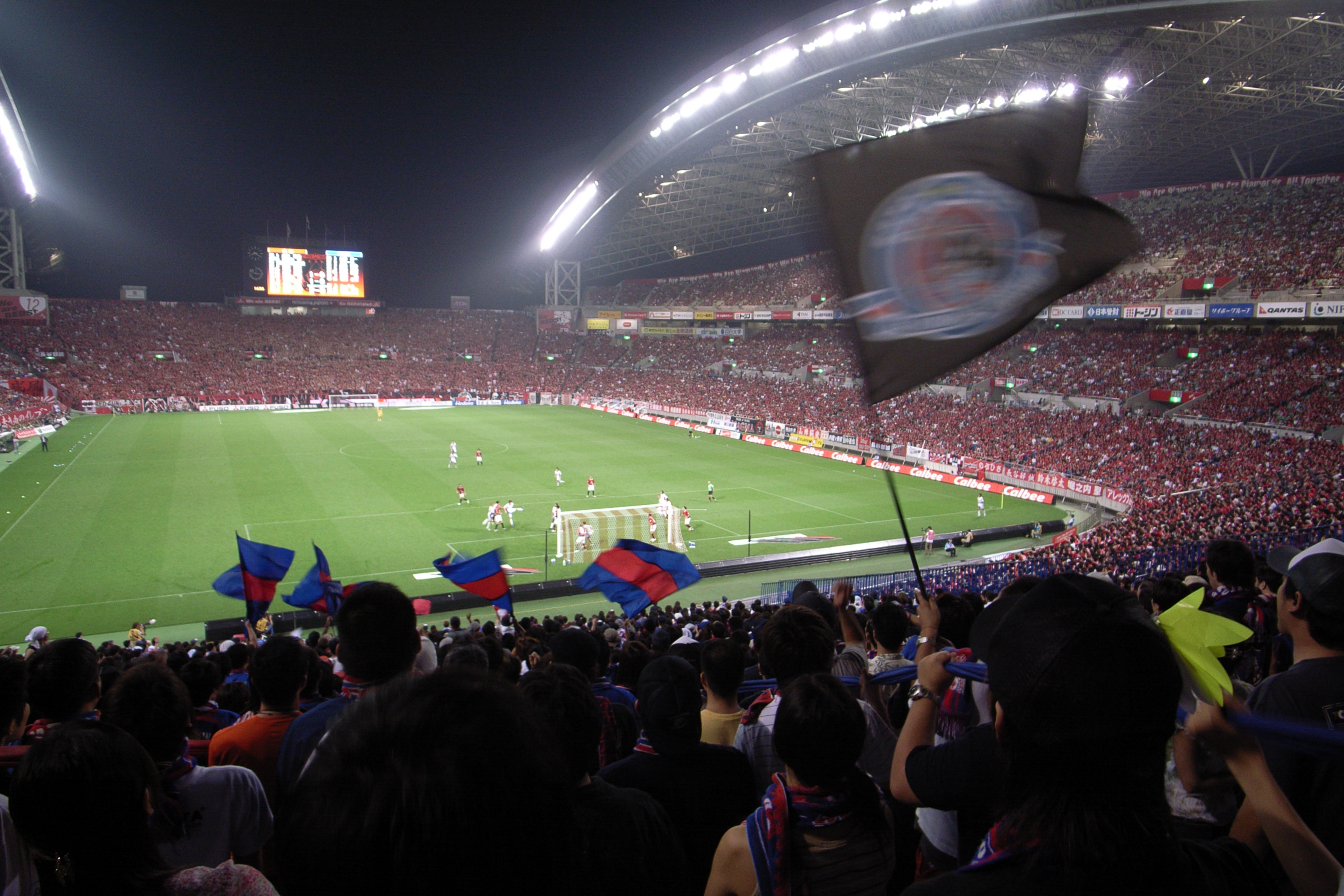
埼玉2002體育場

埼玉2002體育場（Saitama Stadium 2002）是浦和紅鑽的主場球場。由於日本會於2002年與韓國合辦2002年世界盃足球賽，因此急需大量大型而專業的足球場。2001年，球場於埼玉市綠區建成，紅鑽隨即接手了這塊球場。球場可以容納63,700名觀眾入場觀看賽事，是日本其中一個最大的足球場。2001年10月13日，浦和紅鑽在埼玉2002體育場進行了其第一場比賽，對手是橫濱水手。共有大約60,553名觀眾觀看了這場比賽。2002年世界盃期間，球場一共舉行了四場比賽，包括3場小組賽及1場準決賽。球場最高入場紀錄是2006年12月2日的賽事，當時是2006年日本職業足球聯賽的閉幕戰，由排名第一的浦和紅鑽對大阪飛腳，一共有62,241名觀眾入場見證浦和紅鑽以3-2擊敗對手後，成功取得球會史上第一個日本職業足球聯賽冠軍，這亦是目前為止J聯賽的入場紀錄。另外，2007年亞冠盃的決賽次回合亦在埼玉2002體育場上演。當時，紅鑽憑著永井雄一郎和阿部勇樹的入球，以2-0（總比分3-1）的成績擊敗對手，成為亞洲冠軍。埼玉打比的對手大宮松鼠亦曾經使用該球場，因為其埼玉市大宮公園足球場需要擴建。

### 球會會徽
當球會加入J聯賽時，便設計了一個會徽。會徽以簡約為主，外型是主要贊助商三菱的標誌，入面只有球會的名字及一個象徵足球的皮球。直至J聯賽賽會拒絕贊助商冠名贊助後，球會更改了會徽，依然有贊助商的標誌，但是焦點便落於會徽中間的旋轉的皮球。皮球象徵召集所有人圍繞皮球，享受足球帶來的樂趣。會徽上方的學校，象徵1908年足球由一群優秀教師傳入埼玉市。而在會徽下方有浦和市的市花，表示紅鑽是來自浦和市的。

### 宿敵

#### 大宮松鼠

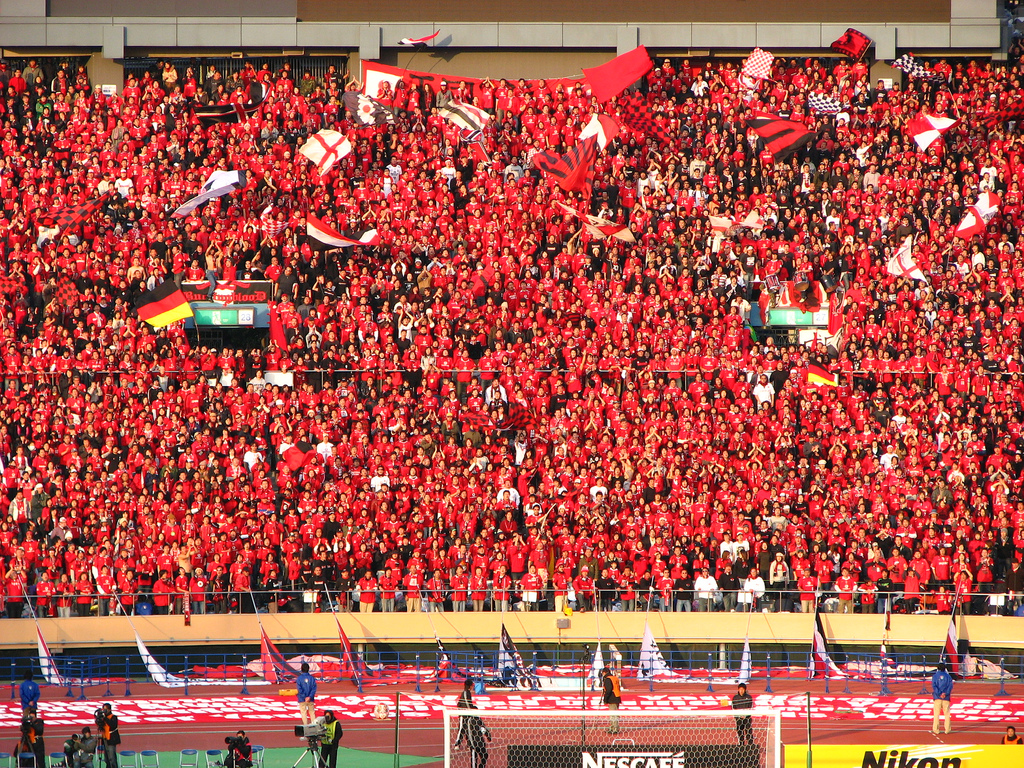
浦和紅鑽對大阪飛腳的2006年天皇盃決賽

大宮松鼠與紅鑽一樣以埼玉市為根據地，而埼玉打比是日本最年輕的打比之一。雙方的球員和球迷都會展現其最強的一面。就雙方的成績來說，紅鑽的成績比較好，以11勝2和3負的成績佔先。第一次的埼玉打比於1996年11月17日舉行，當時仍然未成為職業球會，仍在日本足球聯賽角逐的大宮松鼠以0-3大比數落敗。然而紅鑽最近成績下滑，於2009年10月25日竟然於主場以0-3大敗予松鼠。
- 大宮松鼠1997年以前稱NTT關東、1998年開始以大宮松鼠名義角逐。

■浦和：13勝

■大宮：4勝
- 平局：3

截至2009年10月25日

#### 大阪飛腳
大阪飛腳和紅鑽的競爭部分因素是由於地理方面，紅鑽位於關東地區，而飛腳卻位於關西地區。雙方的競爭始於1993年J聯賽賽季，當時紅鑽於J聯賽的首場對手便是大阪飛腳，當時飛腳一球小勝紅鑽，令紅鑽只能以敗仗揭開其J聯賽的生涯。2005年，當時紅鑽、大阪飛腳、鹿島鹿角、千葉市原和大阪櫻花在季末對J聯賽龍椅的競爭非常激烈。最後飛腳以一分之微力壓紅鑽及其他隊伍奪冠，並揭開雙方競爭的序幕。2006年賽季，紅鑽先於超級盃中擊敗對手，再在聯賽最後一輪以3-2擊敗飛腳，首次奪得J聯賽的冠軍。於同年的天皇盃決賽中，紅鑽亦再一次擊敗對手，奠定雙方宿敵的身份。雙方球迷的關係亦是十分惡劣，2007年賽季中，紅鑽主場對飛腳的比賽後發生了球迷騷亂，亦是日本職業足球聯賽歷史中最嚴重的騷動事件。2014年，球隊在聯賽中一度遙遙領先，在最後階段卻被飛腳從後趕上而再次失落聯賽錦標。

### 吉祥物
紅鑽的吉祥物名叫「Redia」，於1993年3月31日於埼玉市出生。每逢球隊有主場賽事舉行時，他都會出動，與球迷們一起支持紅鑽。他的外型是以球隊的贊助商三菱重工的英文名稱第一個字母作根據，當中耳朵便看似英文字母的M字。1997年，會方更為「Redia」主持盛大的婚禮，迎娶女朋友「Friendia」。於是，夫婦二人便擔任紅鑽的親善大使，與球迷拉近距離。2006年12月2日，「Friendia」更誕下一對龍鳳胎「Schalekun」和「Diarachan」，而這天亦是紅鑽獲得第一個聯賽冠軍。

## 女子隊
浦和女子隊於1998年正式成立，並於翌年加入日本女子足球聯賽。球隊近年來成績不俗，其成績更與男子隊不相伯仲。球隊曾經於2004年在領隊田口禎則的帶領下，奪得了球隊史上首個日本女子足球聯賽的冠軍。球隊同年亦打進全日本女子足球賽的決賽，可惜於2005年1月1日負於比利薩屈居亞軍。

## 國際比賽
| 日期           | 比賽                 | 對手         | 地點                 | 比數        | 勝敗          |
| -------------- | -------------------- | ------------ | -------------------- | ----------- | ------------- |
| 2007年3月7日   | 2007年亞冠盃小組賽   | 佩西克       | 埼玉2002體育場       | 3-0         | 勝利          |
| 2007年3月21日  | 2007年亞冠盃小組賽   | 悉尼FC       | 雪梨足球體育場       | 2-2         | 平局          |
| 2007年4月11日  | 2007年亞冠盃小組賽   | 上海申花     | 埼玉2002體育場       | 1-0         | 勝利          |
| 2007年4月25日  | 2007年亞冠盃小組賽   | 上海申花     | 源深體育中心         | 0-0         | 平局          |
| 2007年5月9日   | 2007年亞冠盃小組賽   | 佩西克       | 普拉維加亞體育場     | 3-3         | 平局          |
| 2007年5月23日  | 2007年亞冠盃小組賽   | 悉尼FC       | 埼玉2002體育場       | 0-0         | 平局          |
| 2007年6月7日   | 2007年A3冠軍杯       | 山東魯能泰山 | 山東省體育中心體育場 | 3-4         | 落敗          |
| 2007年6月10日  | 2007年A3冠軍杯       | 城南一和天馬 | 山東省體育中心體育場 | 1-0         | 勝利          |
| 2007年6月13日  | 2007年A3冠軍杯       | 上海申花     | 山東省體育中心體育場 | 1-3         | 落敗          |
| 2007年9月19日  | 2007年亞冠盃半準決賽 | 全北現代汽車 | 埼玉2002體育場       | 2-1         | 勝利          |
| 2007年9月26日  | 2007年亞冠盃半準決賽 | 全北現代汽車 | 全州世界盃體育場     | 2-0         | 勝利          |
| 2007年10月3日  | 2007年亞冠盃準決賽   | 城南一和天馬 | 城南2體育場          | 2-2         | 平局          |
| 2007年10月24日 | 2007年亞冠盃準決賽   | 城南一和天馬 | 埼玉2002體育場       | 2-2 (PK5-3) | 平局 (點球勝) |
| 2007年11月7日  | 2007年亞冠盃決賽     | 沙巴罕       | 福拉德體育場         | 1-1         | 平局          |
| 2007年11月14日 | 2007年亞冠盃決賽     | 沙巴罕       | 埼玉2002體育場       | 2-0         | 勝利          |
| 2007年12月10日 | 2007年世冠盃半準決賽 | 沙巴罕       | 豐田體育場           | 3-1         | 勝利          |
| 2007年12月13日 | 2007年世冠盃準決賽   | AC米蘭       | 橫濱國際綜合競技場   | 0-1         | 落敗          |
| 2007年12月16日 | 2007年世冠盃季軍戰   | 沙希爾星隊   | 橫濱國際綜合競技場   | 2-2 (PK4-2) | 平局 (點球勝) |
| 2008年9月17日  | 2008年亞冠盃半準決賽 | 艾卡迪斯亞   | 阿爾哈梅德體育場     | 3-2         | 落敗          |
| 2008年9月24日  | 2008年亞冠盃半準決賽 | 艾卡迪斯亞   | 埼玉2002體育場       | 2-0         | 勝利          |
| 2008年10月8日  | 2008年亞冠盃準決賽   | 大阪飛腳     | 大阪萬博記念競技場   | 1-1         | 平局          |
| 2008年10月22日 | 2008年亞冠盃準決賽   | 大阪飛腳     | 埼玉2002體育場       | 1-3         | 落敗          |

## 球員

### 現役球員（2025年）
1. 以下球員名單更新於2025年2月2日
2. 球員編號參照浦和紅鑽官方網站 （页面存档备份，存于）
3. 國籍圖標根據國際足協的參賽資格定義，但球員可能會持有多於一個非國際足協定義的國籍

| 號碼     | 國籍     | 球員名（英文名）                           | 出生日期       | 加盟年份 | 前屬球會       |
| 守 門 員 | 守 門 員 | 守 門 員                                   | 守 門 員       | 守 門 員 | 守 門 員       |
| -------- | -------- | ------------------------------------------ | -------------- | -------- | -------------- |
| 1        | 日本     | 西川周作（Shusaku Nishikawa）              | 1986年6月18日  | 2014年   | 廣島三箭       |
| 16       | 日本     | 牲川歩見（Ayumu Segawa）                   | 1994年5月12日  | 2022年   | 水戶蜀葵       |
| 31       | 日本     | 吉田舜（Shun Yoshida）                     | 1996年11月28日 | 2023年   | 大分三神       |
| 後 衛    |          |                                            |                |          |                |
| 3        | 巴西     | 達尼洛·博扎（Danilo Boza）                 | 1998年5月6日   | 2025年   | 尤文圖斯EC     |
| 4        | 日本     | 石原廣教（Hironori Ishihara）              | 1999年2月26日  | 2024年   | 湘南比馬       |
| 5        | 挪威     | 馬里烏斯·霍伊布拉滕（Marius Høibråten）    | 1995年1月23日  | 2023年   | 波杜基林特     |
| 26       | 日本     | 荻原拓也（Takuya Ogiwara）                 | 1999年11月23日 | 2025年   | 薩格勒布戴拿模 |
| 28       | 日本     | 根本健太（Kenta Nemoto）                   | 2002年12月13日 | 2025年   | 流通經濟大學   |
| 35       | 日本     | 井上黎生人（Reito Inoue）                  | 1997年3月9日   | 2024年   | 京都不死鳥     |
| 54       | 日本     | 東方田純永（Suminaga Tōhata）              | 2007年8月14日  | 2024年   | 浦和紅鑽青年隊 |
| 55       | 日本     | 高橋温郎（Atsuo Takahashi）                | 2009年2月13日  | 2024年   | 浦和紅鑽青年隊 |
| 中 場    |          |                                            |                |          |                |
| 6        | 日本     | 松本泰志（Taishi Matsumoto）               | 1998年8月22日  | 2025年   | 廣島三箭       |
| 8        | 巴西     | 馬特烏斯·薩維奧（Matheus Gonçalves Savio） | 1997年4月15日  | 2025年   | 柏雷素爾       |
| 9        | 日本     | 原口元氣（Genki Haraguchi）                | 1991年5月9日   | 2024年   | 斯圖加特       |
| 10       | 日本     | 中島翔哉（Shoya Nakajima）                 | 1994年8月23日  | 2023年   | 安塔利亞體育   |
| 11       | 瑞典     | 薩繆爾·古斯塔夫松（Samuel Gustafson）      | 1995年1月11日  | 2024年   | 赫根           |
| 13       | 日本     | 渡邊凌磨（Ryoma Watanabe）                 | 1996年10月2日  | 2024年   | FC東京         |
| 14       | 日本     | 關根貴大（Takahiro Sekine）                | 1995年4月19日  | 2019年   | 聖圖爾登       |
| 19       | 日本     | 本間至恩（Shion Homma）                    | 2000年8月9日   | 2024年   | 布魯日         |
| 21       | 日本     | 大久保智明（Tomoaki Okubo）                | 1998年7月23日  | 2021年   | 中央大學       |
| 22       | 日本     | 柴戶海（Kai Shibato）                      | 1995年11月24日 | 2025年   | 町田澤維亞     |
| 24       | 日本     | 松尾佑介（Yusuke Matsuo）                  | 1997年7月23日  | 2024年   | 韋斯特洛       |
| 25       | 日本     | 安居海渡（Kaito Anzai）                    | 2000年2月9日   | 2022年   | 流通經濟大學   |
| 39       | 日本     | 早川隼平（Shumpei Hayakawa）               | 2005年12月5日  | 2025年   | 岡山綠雉       |
| 77       | 日本     | 金子拓郎（Takuro Kaneko）                  | 1997年7月30日  | 2025年   | 科特賴克       |
| 88       | 日本     | 長沼洋一（Yoichi Naganuma）                | 1997年4月14日  | 2024年   | 鳥栖砂岩       |
| 前 鋒    |          |                                            |                |          |                |
| 7        | 日本     | 安部裕葵（Hiroki Abe）                     | 1999年1月28日  | 2023年   | 巴塞隆納B隊    |
| 12       | 巴西     | 蒂亞戈·桑塔納（Thiago Santana）            | 1993年2月4日   | 2024年   | 清水心跳       |
| 18       | 日本     | 髙橋利樹（Toshiki Takahashi）              | 1998年1月20日  | 2025年   | 橫濱FC         |
| 20       | 日本     | 長倉幹樹（Miki Nagakura）                  | 1999年10月7日  | 2025年   | 新潟天鵝       |
| 27       | 日本     | 照内利和（Toshikazu Teruuchi）             | 2006年11月8日  | 2025年   | 浦和紅鑽青年隊 |
| 30       | 日本     | 前田直輝（Naoki Maeda）                    | 1994年11月17日 | 2024年   | 名古屋鯨魚     |
| 41       | 日本     | 二田理央（Rio Futa）                       | 2003年4月10日  | 2024年   | 聖珀爾滕       |

## 榮譽

### 球會榮譽
| 榮譽                    | 次數        | 年度                                                           |             |             |             |
| 本 土 聯 賽             | 本 土 聯 賽 | 本 土 聯 賽                                                    | 本 土 聯 賽 | 本 土 聯 賽 | 本 土 聯 賽 |
| ----------------------- | ----------- | -------------------------------------------------------------- | ----------- | ----------- | ----------- |
| J聯賽 冠軍              | 1           | 2006年                                                         |             |             |             |
| 甲組《頂級》聯賽 冠軍   | 4           | 1969年，1973年，1978年，1982年                                 |             |             |             |
| 乙組《第二級》聯賽 冠軍 | 1           | 1989年-1990年                                                  |             |             |             |
| 本 土 盃 賽             |             |                                                                |             |             |             |
| 天皇盃 冠軍             | 8           | 1971年，1973年，1978年，1980年，2005年，2006年，2018年，2021年 |             |             |             |
| 日本聯賽盃 冠軍         | 4           | 1978年，1981年，2003年，2016年                                 |             |             |             |
| 超級盃 冠軍             | 5           | 1979年，1980年，1983年，2006年，2022年                         |             |             |             |
| 亞 洲 賽 事             |             |                                                                |             |             |             |
| 亞洲聯賽冠軍盃 冠軍     | 3           | 2007年，2017年，2022年                                         |             |             |             |
| 國 際 賽 事             |             |                                                                |             |             |             |
| 世界冠軍球會盃 季軍     | 1           | 2007年                                                         |             |             |             |

### 個人獎項

#### 日本國內
| 年份   | 獎項              | 球員       | 國籍 |
| ------ | ----------------- | ---------- | ---- |
| 1995年 | J聯賽神射手       | 福田正博   | 日本 |
| 1995年 | J聯賽最佳11人     | 福田正博   | 日本 |
| 1995年 | J聯賽最佳11人     | 巴治禾     | 德国 |
| 1996年 | J聯賽最佳11人     | 岡野雅行   | 日本 |
| 1996年 | J聯賽最佳11人     | 巴治禾     | 德国 |
| 1998年 | J聯賽最佳新人王   | 小野伸二   | 日本 |
| 1998年 | J聯賽最佳11人     | 小野伸二   | 日本 |
| 2002年 | J聯賽最佳新人王   | 坪井慶介   | 日本 |
| 2002年 | J聯賽最佳11人     | 艾馬遜     | 巴西 |
| 2003年 | J聯賽最有價值球員 | 艾馬遜     | 巴西 |
| 2003年 | J聯賽最佳11人     | 坪井慶介   | 日本 |
| 2003年 | J聯賽最佳11人     | 艾馬遜     | 巴西 |
| 2004年 | J聯賽神射手       | 艾馬遜     | 巴西 |
| 2004年 | J聯賽最佳11人     | 長谷部誠   | 日本 |
| 2004年 | J聯賽最佳11人     | 田中鬥莉王 | 日本 |
| 2004年 | J聯賽最佳11人     | 艾馬遜     | 巴西 |
| 2005年 | J聯賽最佳11人     | 田中鬥莉王 | 日本 |

| 年份   | 獎項              | 球員       | 國籍 |
| ------ | ----------------- | ---------- | ---- |
| 2006年 | J聯賽最有價值球員 | 田中鬥莉王 | 日本 |
| 2006年 | J聯賽神射手       | 華盛頓     | 巴西 |
| 2006年 | J聯賽最佳領隊     | 巴治禾     | 德国 |
| 2006年 | J聯賽最佳11人     | 田中鬥莉王 | 日本 |
| 2006年 | J聯賽最佳11人     | 鈴木啟太   | 日本 |
| 2006年 | J聯賽最佳11人     | 華盛頓     | 巴西 |
| 2007年 | J聯賽最有價值球員 | 邦迪       | 巴西 |
| 2007年 | J聯賽最佳11人     | 田中鬥莉王 | 日本 |
| 2007年 | J聯賽最佳11人     | 鈴木啟太   | 日本 |
| 2007年 | J聯賽最佳11人     | 都築龍太   | 日本 |
| 2007年 | J聯賽最佳11人     | 阿部勇樹   | 日本 |
| 2007年 | J聯賽最佳11人     | 邦迪       | 巴西 |
| 2007年 | 日本專業體育大獎  | 浦和紅鑽   | 日本 |
| 2008年 | J聯賽最佳11人     | 田中鬥莉王 | 日本 |

### 國際獎項
| 年份   | 獎項                       | 球員       | 國籍 |
| ------ | -------------------------- | ---------- | ---- |
| 1995年 | 亞洲足協11月最佳球員       | 福田正博   | 日本 |
| 1998年 | 亞洲青年錦標賽最有價值球員 | 小野伸二   | 日本 |
| 1998年 | 年度亞洲最佳青年球員       | 小野伸二   | 日本 |
| 1999年 | 世界青年錦標賽最佳11人     | 小野伸二   | 日本 |
| 2007年 | 亞洲年度最佳球會           | 浦和紅鑽   | 日本 |
| 2007年 | 亞冠盃最有價值球員         | 永井雄一郎 | 日本 |
| 2007年 | 世冠盃公平競技獎           | 浦和紅鑽   | 日本 |
| 2007年 | 世冠盃金靴獎               | 華盛頓     | 巴西 |

## 球會紀錄
最後更新:2008年賽季

### 日職記錄
- 最多入球
  - 9-0（2000年天皇杯第二圈（12月3日）・對本田SC（英语：Honda Lock S.C.）、駒場體育場）
- 最多失球
  - 1-8（1999年第1階段第15節（5月29日）・對名古屋八鯨、瑞穂陸上競技場）
- 最多連續不敗比賽
  - 17場（2005年J1第33節（11月26日）至2006年J1第8節（4月15日）聯賽10場、天皇盃2005年第五圈（12月10日）至決賽（1月1日）4場、超級盃2006年（2月25日）1場、聯賽盃2006年初賽第1日（3月29日）至予選第2日（4月12日）2場 - 15勝2和）
- 主場不敗記錄
  - 25場（2005年J1第25節（9月24日）至2007年J1第5節（4月7日） - 22勝3和）
※J1史上最多的記錄
- 作客不敗記錄
  - 17場（2006年J1第33節（11月26日）至2007年J1第31節（11月11日） - 12勝5和）
- 最多連勝
  - 7連勝（1998年第1階段第17節（8月8日）至第2階段第6節（9月18日）） - 只計算法定時間
- 主場連勝記録
  - 10連勝（2006年J1第8節（4月15日）至第27節（10月15日））
- 作客連勝記録
  - 10連勝（2007年J1第12節（5月19日）至第29節（10月20日））
- 最多連敗
  - 6連敗（1993年第2階段第4節（8月7日）至第9節（9月3日）） - 只計算法定時間
- 主場連敗記錄
  - 6連敗（1993年第2階段第5節（8月14日）至第15節（11月27日））
- 作客連敗記錄
  - 8連敗（1993年第1階段第1節（5月16日）至第14節（6月30日）） - 只計算法定時間

### 個人記錄
- 總計最多出場次數
  - 402場 - 山田暢久（ 日本）（首次出場：1994年第1階段第12節（4月27日）・對清水心跳）
- 總計最多連續出場次數
  - 72場 - 坪井慶介（ 日本）（2002年第1階段第1節（3月3日）至2004年第1階段第12節（6月12日））
- 最年輕出場球員
  - 16歲10個月零22日 - 艾斯古迪路（ 西班牙、 阿根廷、 日本）（2005年聯賽盃（5月21日）・對新潟天
- 最年長出場球員
  - 36歲8個月10日 - 巴治禾（ 德国）（1997年第2階段第17節（10月4日）・對平塚比馬）
- 最多入球
  - 91球 - 福田正博（ 日本）
- 最多場數連續入球
  - 7場 - 艾馬遜（ 巴西）（2002年第1階段第3節（3月16日）至第9節（7月20日））
- 一季最多入球
  - 32球 - 福田正博（ 日本）（1995年）
- 一場最多入球
  - 4球 - 福田正博（ 日本）（1994年第1階段第9節（4月13日）・對平塚比馬）
  - 4球 - 華盛頓（ 巴西）（2006年聯賽盃準決賽（6月3日）・對川崎前鋒）
  - 4球 - 盛田剛平（ 日本）（2000年天皇盃第2圈（12月3日）・對本田SC）
- 總計門將最多入球
  - 1球 - 田北雄氣（ 日本）（1996年J第30節（11月9日）・對橫濱飛翼時入球） ※J1記錄
- 最年輕入球球員
  - 17歲6個月28日 - 艾斯古迪路（ 西班牙、 阿根廷、 日本）（2006年聯賽盃初賽第1日（3月29日）・對FC東京）
- 最年長入球球員
  - 36歳4個月4日 - 巴治禾（ 德国）（1997年第1階段第11節（5月28日）・對柏雷素爾）

### 入場人數記錄
- 最多入場人數
  - 67,005人（2007年世界冠軍球會盃（12月13日）・對AC米蘭、横濱國際綜合競技場）
- 最少入場人數
  - 3,610人（1997年第2階段第1節（7月30日）・對千葉市原、市原臨海競技場）

## 曾效力著名球员
日本
-  福田正博
-  井原正巳
-  礒貝洋光
-  岡野雅行
-  小野伸二

-  山田暢久
-  長谷部誠
-  槙野智章
-  鈴木啓太
-  柏木陽介

- Victor Ferreyra（英语：Victor Ferreyra）
- 马修·斯皮拉诺维奇
- Ned Zelić
- 米高·鮑爾
- 韋菲特·辛奴
- 艾蒙度·艾維斯·迪蘇沙·尼圖
- 华盛顿·斯泰卡奈罗·塞凯拉
- 多尼泽特·奥利维拉
- Antônio Benedito da Silva
- Tomislav Marić（英语：Tomislav Marić）
- 白賴仁·史甸·尼路臣
- 提克希奇·贝吉里斯坦
- 巴希尔·波利
- 乌维·拉恩
- 米夏埃尔·鲁梅尼格
- 乌韦·本恩
- 吉多·布赫瓦尔德
- 杰立克·柏度域
- 马尔西奥·埃莫森
- 尤里·尼基福罗夫
- Ranko Despotović（英语：Ranko Despotović）
- Ľubomír Luhový（英语：Ľubomír Luhový）
- 薩拉坦·隆比真歷
- 阿尔帕伊·厄扎兰
- Fernando Picun（英语：Fernando Picun）

## 外部連結
- 官方網站（日語） （页面存档备份，存于）
- 官方網站（英語）
- 官方 YouTube 頻道
- 浦和紅鑽的Facebook專頁
- 浦和紅鑽的Instagram帳戶

| 成就            | 成就                | 成就            |
| --------------- | ------------------- | --------------- |
| 前任： 全北現代 | 亞洲聯賽冠軍盃 2007 | 繼任： 大阪飛腳 |
| 前任： 全北現代 | 亞洲聯賽冠軍盃 2017 | 繼任： 鹿島鹿角 |
| 前任： 希拉爾   | 亞洲聯賽冠軍盃 2022 | 繼任： 未舉辦   |